# Aston Martin DB7
Der Aston Martin DB7 ist ein von Mitte 1994 bis zu einem nicht bekannten Zeitpunkt 2004 gebauter Sportwagen des Automobilherstellers Aston Martin. Er war mit seinem 3,2 l großen Sechszylindermotor der erste Aston Martin nach 20 Jahren, der nicht von einem V8-Motor angetrieben wurde. Zudem wurde mit dem DB7 die bei Aston Martin traditionsreiche Typenbezeichnung DB wiederbelebt, welche auf die Initialen David Browns, des langjährigen Eigners der Marke, zurückgehen. Insgesamt wurden über 7000 Exemplare des Fahrzeugs gebaut.

## Modellgeschichte
Die Bodengruppe des DB7 stammt ursprünglich vom Jaguar XJS, der sie wiederum vom Jaguar XJ Mark I geerbt hat, so dass die Wurzeln der Bodengruppe bis in die 60er Jahre zurückreichen. Da Jaguar seit 1989 ebenfalls zum Ford-Konzern gehörte, „durfte“ der schon seit langem entwickelte Konzernbruder als Teilelieferant dienen. Jedoch wurde sie grundlegend für den Aston Martin überarbeitet und ein völlig neues Fahrwerk entwickelt.
Die Entwicklung erster Designprototypen reicht in die 1980er Jahre zurück, in denen Jaguar einen Nachfolger für den Jaguar E-Type und den XJ-S plante, die Entwicklung des Fahrzeugs als Jaguar-Projekt-XJ40/XJ41 wurde jedoch in einer Spätphase nach dem Verkauf von Jaguar an Ford bei Jaguar mehrmals eingestellt. Unter der Zeit, als das Projekt XJ41/XJ42 entwickelt wurde, war Keith Helfet Leiter der Jaguar-Designabteilung, Jim Randle verantwortete die Technik des Fahrzeugs. Auf Betreiben der Jaguar-Motorsportsparte Tom Walkinshaw Racing der das Projekt übertragen worden war, wurde der zweite Versuch des Projekts auf der überarbeiteten Jaguar-XJS-Plattform, dessen Name nun Project XX war, an Aston Martin weitergegeben. Ian Callum, der zuvor Chefdesigner bei der Carrozzeria Ghia in Turin war und schon während der Entwicklung unter Jaguar am Design mitwirkte, bekam den Auftrag das übertragene Projekt an das Aston-Martin-Design anzupassen.
Der Codename während der Entwicklung des DB7 lautete Project NPX, wobei NPX für Newport Pagnell Experimental stand.
Er wurde im Frühjahr 1993 der Öffentlichkeit formal auf dem Genfer Auto-Salon präsentiert, war aber aufgrund fehlenden Motors und Getriebes nicht fahrfähig.
Der DB7 erschien im Herbst 1994 zunächst als Coupé, dem im November 1995 auch ein Cabriolet (bei Aston Martin Volante genannt) zur Seite gestellt wurde, dessen formale Öffentlichkeitspremiere 1996 auf den Automobilmessen LA Auto Show und North American International Auto Show stattfand.
Der DB7 war bis zum V8 Vantage das erfolgreichste Modell der Firma Aston Martin. Bis Juli 1998 verließen bereits 2000 Einheiten des DB7 die Montagehalle in Bloxham. Damit war der Rekord gebrochen, den der DB6 mit 1850 gebauten Einheiten zwischen 1965 und 1970 aufgestellt hatte.

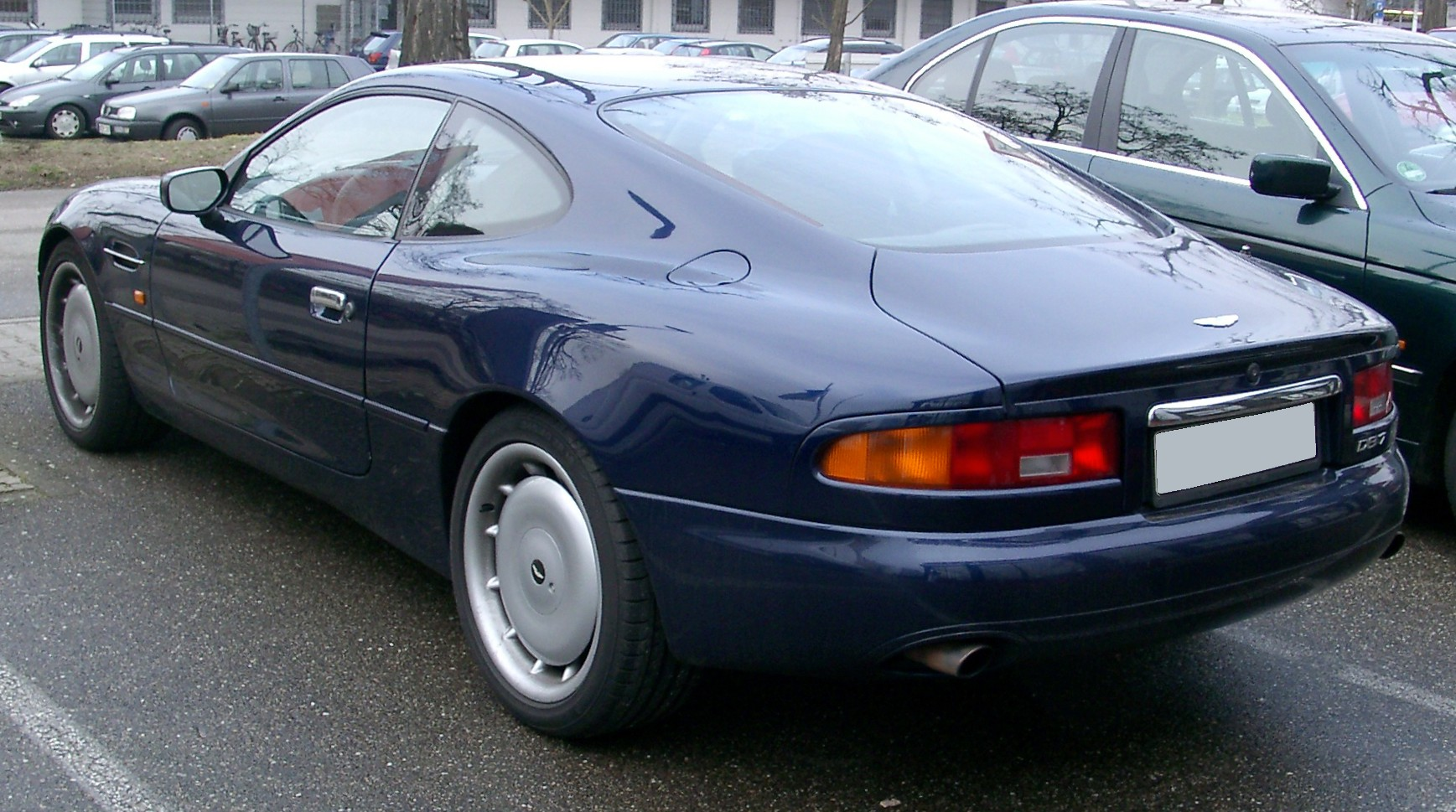
Heckansicht
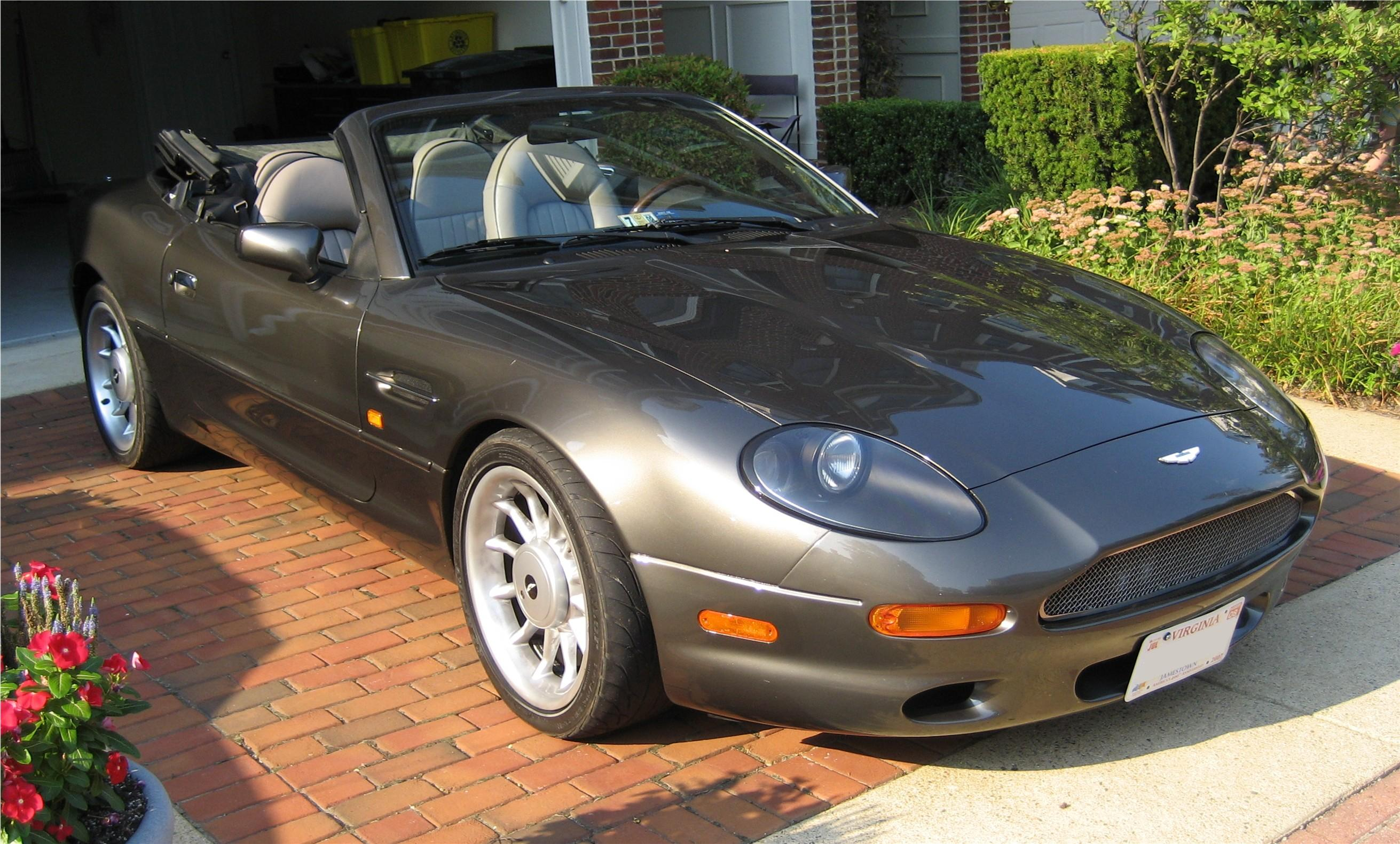
Aston Martin DB7 Volante (1995–2000)

Im März 1999 wurde wiederum in Genf ein Facelift samt neuem 5,9 l großer V12-Motor für den DB7 vorgestellt und DB7 Vantage genannt. Äußerlich sind diese Fahrzeuge leicht an den großen, runden Nebelscheinwerfern zu erkennen.
Ab Anfang 2000 wurde der DB7 nur noch als DB7 Vantage, wieder als Coupé und Cabriolet, mit diesem Motor und leicht geänderter Karosserie angeboten.
Bis Anfang 2001 wurde das 4000. Fahrzeug gebaut, es war im Gegensatz zu den meisten anderen von Aston Martin gebauten Fahrzeugen in den Spezifikationen identisch zum vorhergehenden 3999., da es der Wunsch der Auftraggeber beider Exemplare, ein Brüderpaar, war.

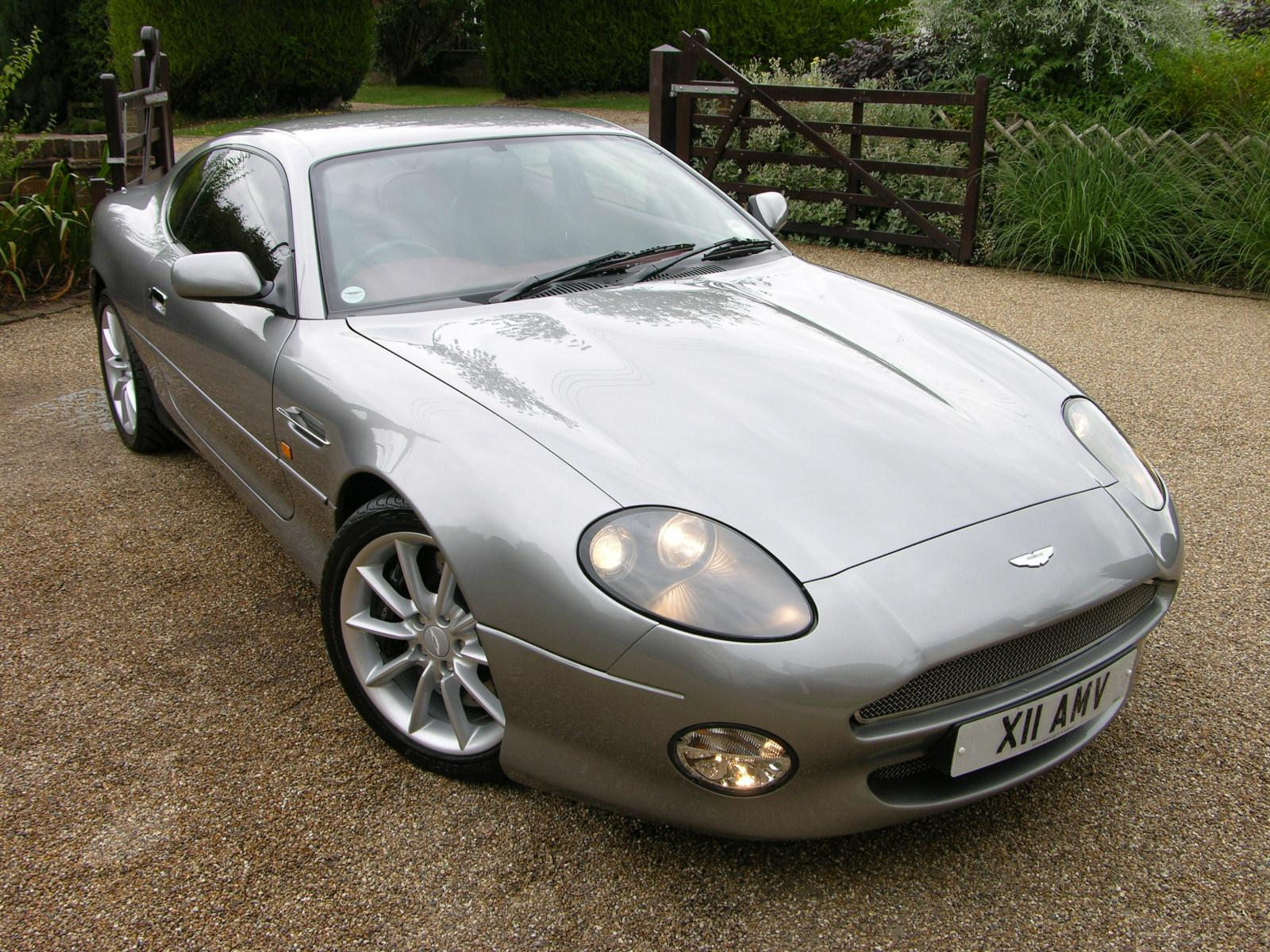
Aston Martin DB7 Vantage (2000–2003)
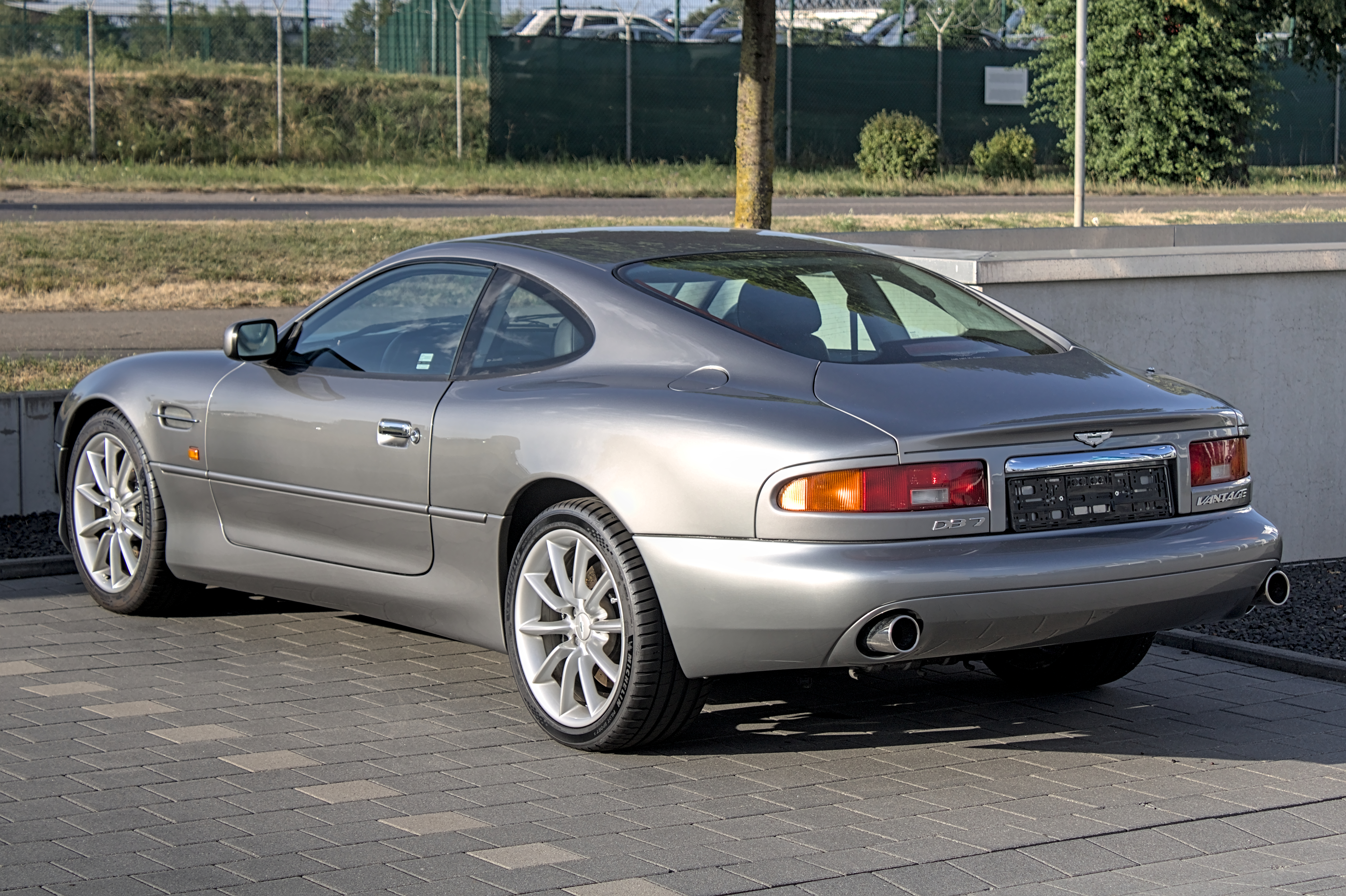
Heckansicht
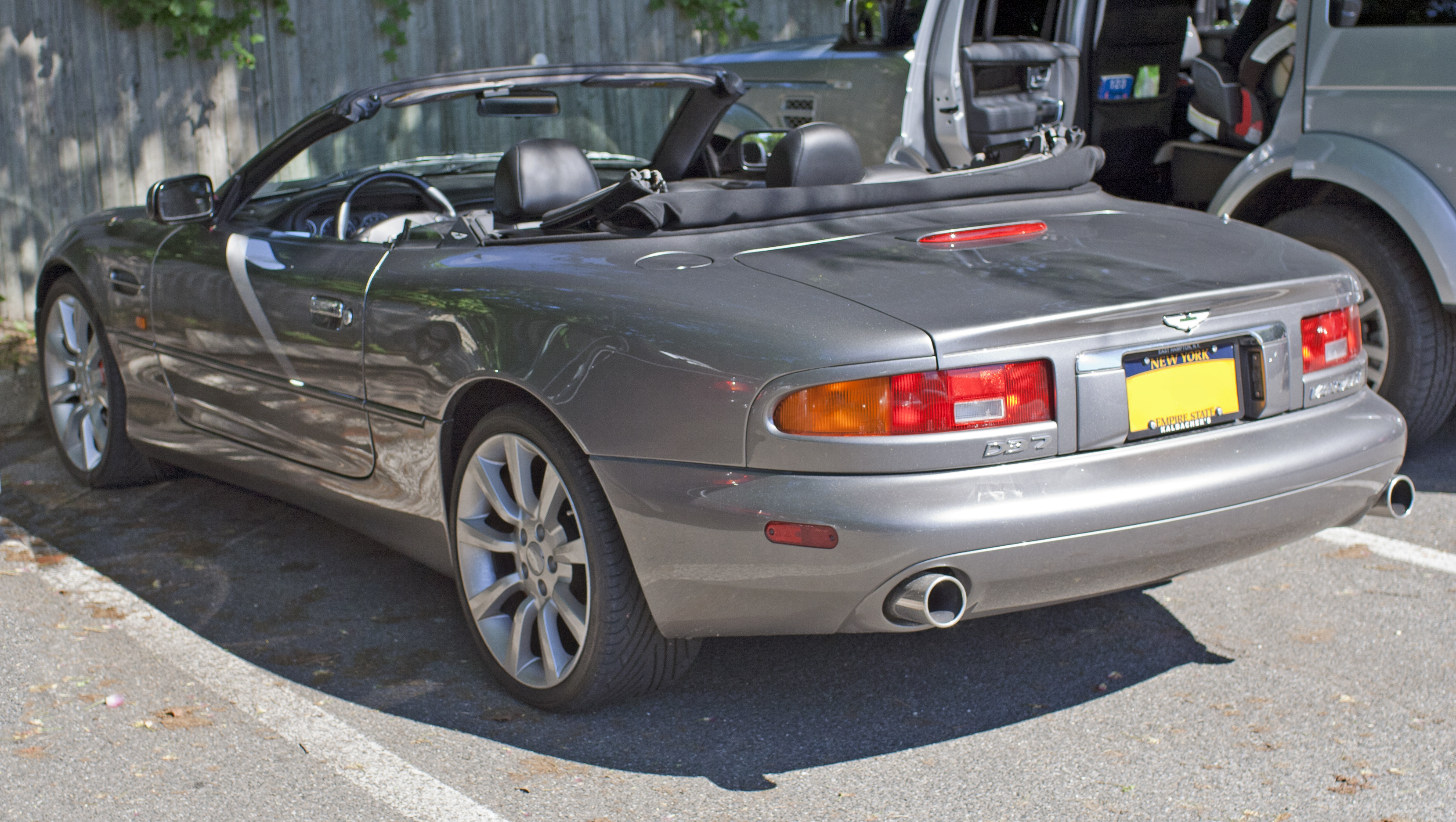
Aston Martin DB7 Vantage Volante (2000–2003)

## Sondermodelle
1997 erschien die DB 7 Alfred-Dunhill-Edition. Die Sonderedition kostete in Großbritannien 138.000,- Pfund, was ihn zu diesem Zeitpunkt zum teuersten angebotenen Sechszylinder-Fahrzeug überhaupt machte. Das Sondermodell zeichnete sich wahlweise als Rauchervariante mit eingebautem Humidor oder als Nichtraucher-Variante mit Pflege-Set aus. Darüber ist das Model an der Außenfarbe (Dunhill Silver), den speziellen Rädern und der Uhr in der Mittelkonsole im „Alfred Dunhill Millenium Design“ sowie Aluminium-Paneelen im Innenraum zu erkennen.
Im Auftrag eines britischen Aston-Martin-Händlers wurden 2002 anlässlich des Goldenen Thronjubiläums von Elisabeth II. 24 Stück des Sondermodells „DB7 V12 Vantage Stratstone Jubilee“ für Europa produziert, 26 weitere mit selber Designspezifikation wurden für den nordamerikanischen Markt gebaut. Alle Fahrzeuge haben eine dunkelblaue Lackierung.
Ab 2002 war zusätzlich eine leistungsgesteigerte Version des V12-Motors im DB7 GT (mit Schaltgetriebe, gebaute Stückzahl 190 Exemplare) bzw. DB7 GTA (Automatikgetriebe, gebaute Stückzahl 102 Exemplare) im Programm, die es beide nur als Coupé gab. Die formale Premiere des DB7 GT fand auf der British International Motor Show 2002 in Birmingham statt. Der DB7 GT hat einen Maschenkühlergrill, zusätzliche Lufteinlässe und ein besonderes Fünfspeichen-Raddesign.
Gegen Ende der Produktionszeit wurden zwei limitierte Versionen des DB7 vorgestellt:
der DB7 Vantage Zagato, der formal nur auf dem Pebble Beach Concours d’Elegance 2002 und der Mondial de l’Automobile 2002 öffentlich von Aston Martin gezeigt wurde und der DB AR1, von denen nur je 99 Exemplare entstanden. Für beide schuf Andrea Zagato eine neue Karosserie, technisch entsprechen sie aber weitgehend den Vantage-Versionen. Während der DB AR1, dessen AR1 für America Roadster 1 steht, im Stile eines klassischen Roadsters ohne Vollverdeck ausgelegt wurde, ansonsten technisch aber weitgehend dem DB7 Volante – wahlweise mit dem Antriebsstrang des DB7 GT – glich, wurde beim Zagato der Radstand gekürzt und das Gewicht deutlich reduziert, um eine noch sportlichere Ausrichtung als beim DB7 GT zu erreichen. Der Radstand des DB AR1 wurde nicht wie beim DB7 Vantage Zagato gekürzt, da dies ein Homolgationsverfahren in den USA nötig gemacht hätte. Erstmals öffentlich gezeigt wurde der DB AR1 auf der LA Auto Show 2003. Beide Zagato-Modelle sind reine Zweisitzer.

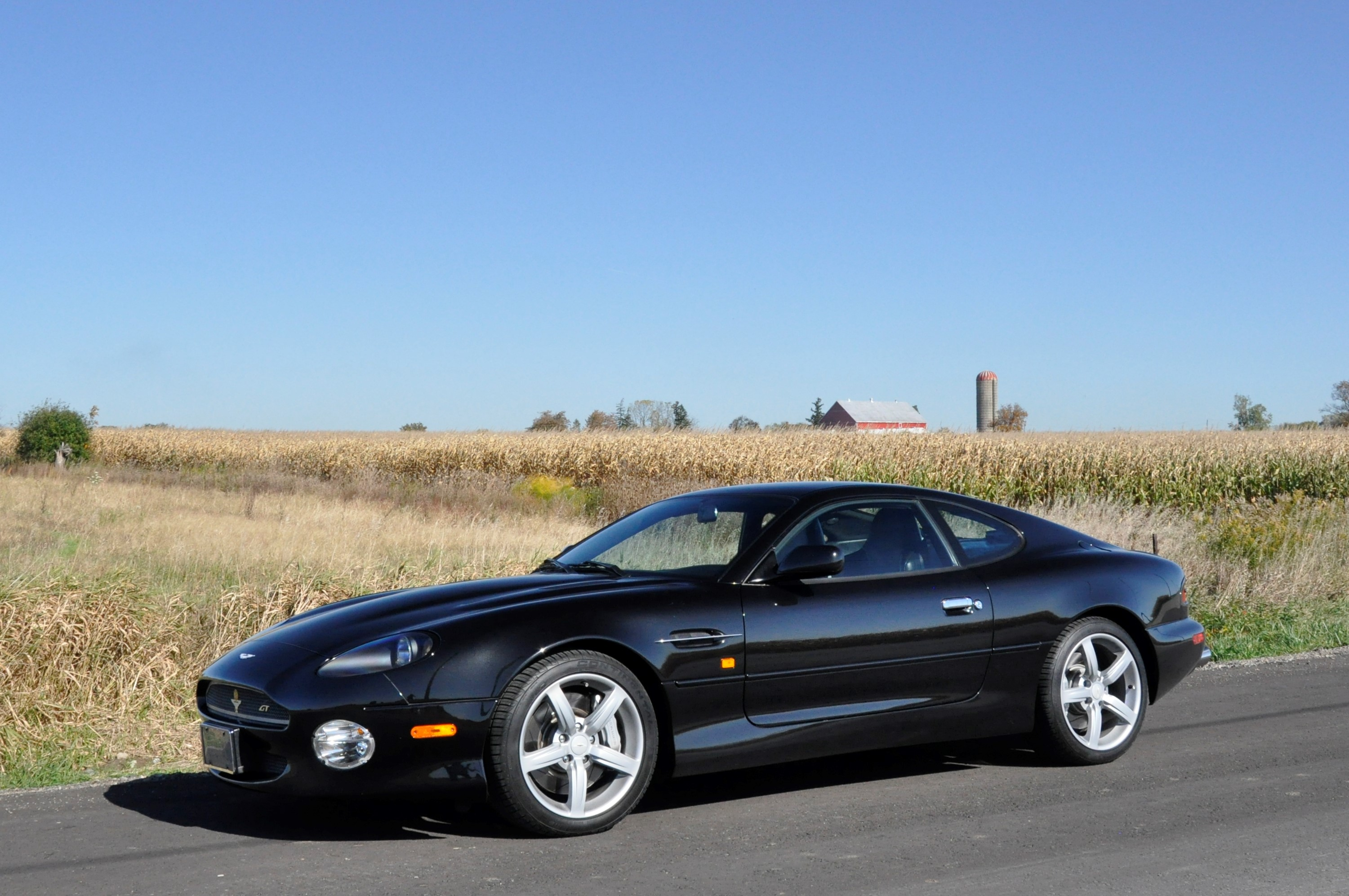
Aston Martin DB7 GT
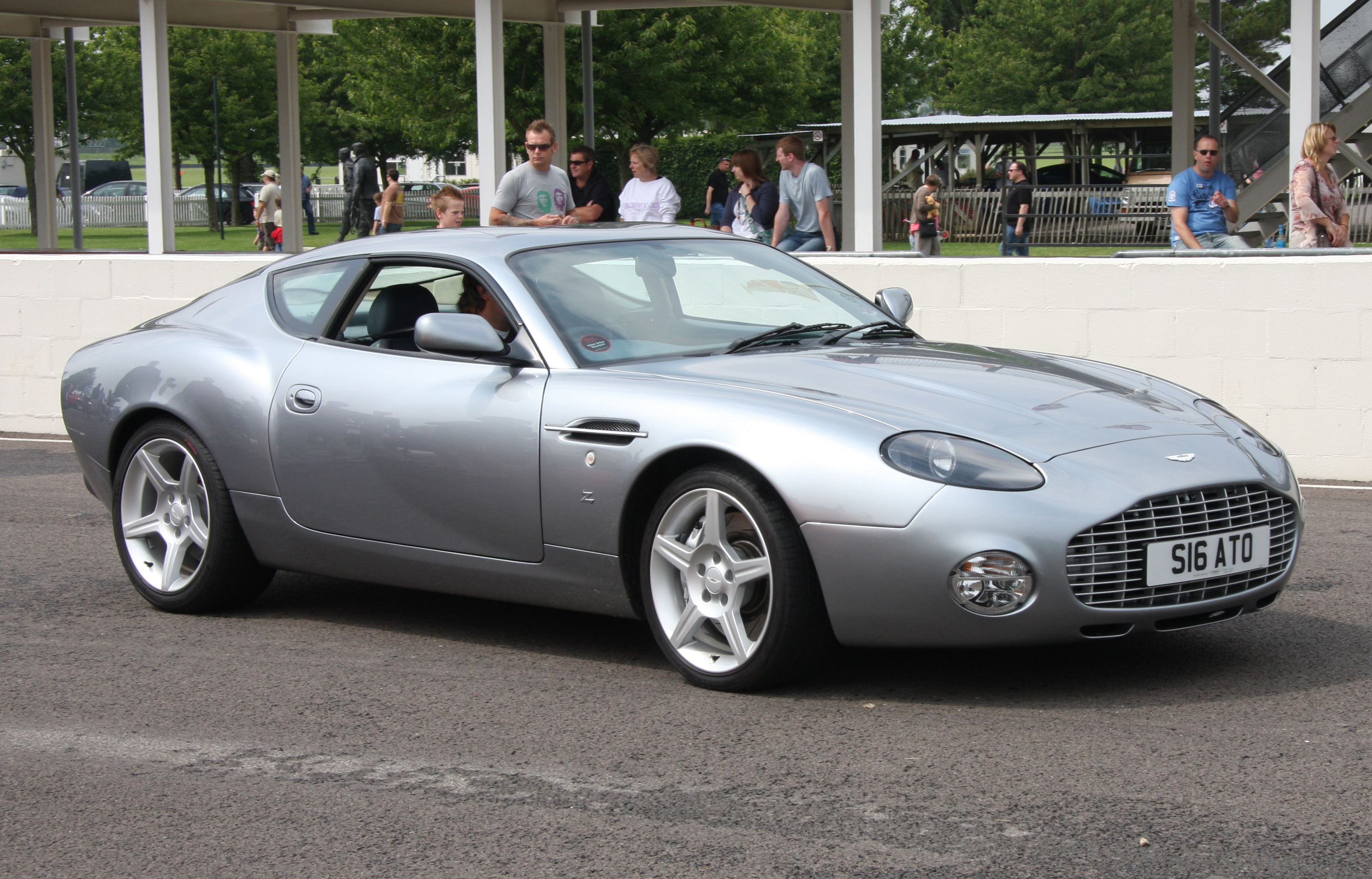
Aston Martin DB7 Vantage Zagato
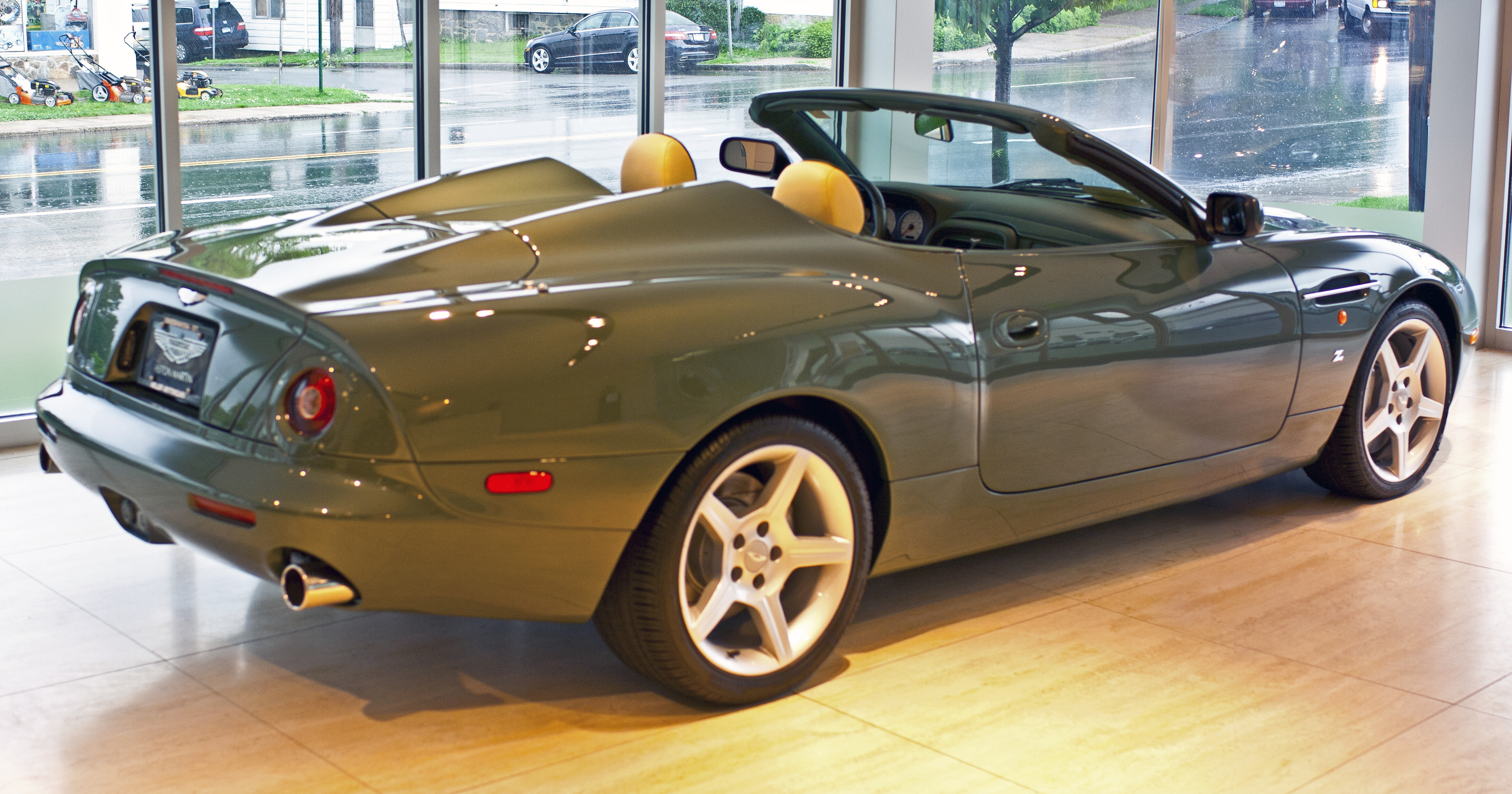
Aston Martin DB AR1

## Fahrzeugcharakteristika

### Karosserie
Der DB7 wurde als 2+2-Coupé und als Cabriolet (Volante) angeboten. Die Karosserie ist eine selbsttragende Stahlkarosserie mit Kompositkotflügeln. Die Rohkarosserien fertigte der Turiner Zulieferer OPAC. Anfangs wurden die Karosserien bei Rolls Royce in Crewe lackiert.

### Antrieb
Für beide Karosserievarianten wurde zunächst ein mit Eaton-Kompressor aufgeladener 3,2-Liter-Sechszylinder-Ottomotor mit einer maximalen Leistung von 250 kW (340 PS) und 24 Ventilen angeboten, der auf dem AJ6-Motor von Jaguar basiert. Wahlweise war er mit einem synchronisierten Fünfgang-Schaltgetriebe oder einem elektronisch gesteuertem Viergang-Automatikgetriebe ausgestattet. Die Höchstgeschwindigkeit liegt bei 265 km/h, der Sprint von 0 auf 100 km/h soll in 5,5 Sekunden möglich sein.
Der im DB7 Vantage eingesetzte V12-Motor hat eine maximale Leistung von 313 kW (426 PS). Ebenso eingesetzt wurde der V12-Motor in den Modellvarianten GT (maximale Leistung von 324 kW), GTA (maximale Leistung von 313 kW), Zagato (maximale Leistung von 324 kW) und AR1 (maximale Leistung von 313 kW bzw. 324 kW).
2012 wurde ein Fahrzeug versteigert das werkseitig mit einem V8-Motor ausgestattet wurde.

### Aufhängung
Die Aufhängung besteht aus doppelten Dreieckslenkern mit Anti-Dive-System, Schraubenfedern, Dämpfern und Drehstabstabilisator hinten. Außerdem wurde der DB7 mit Teves-ABS und speziell für ihn entwickelten Bridgestone-Reifen ausgestattet.

### Ausstattung
Sowohl Coupé als auch Cabriolet haben Doppel-Airbags, Seitenaufprallschutz, Bordcomputer und eine hochwertige Innenausstattung mit Klimaanlage, Stereoanlage mit sechs Lautsprechern, Tempomat, Conolly-Lederpolster, Wollteppichen und Mittelkonsole in Walnussholz.

## Verwandte Fahrzeuge
1996 kehrte sich das Spenderverhältnis um und der damals neue Jaguar XK (X100) wurde auf Basis des DB7 entwickelt, jedoch eine Klasse darunter auf den Markt gebracht. Auch der in den ersten Jahren eingesetzte 3,2-l-Kompressormotor war ein aufgeladener AJ6-Motor von Jaguar, der bei der Schwestermarke aber nur bis Ende 1993 zum Einsatz kam und dort bereits 1994 überarbeitet wurde. Die Rückleuchten des DB7 haben ihren Ursprung im Mazda 323F.

## Technische Daten
| Modell              | Motorbauart | Hubraum | max. Leistung   | max. Drehmoment | Beschleunigung, 0–100 km/h | Höchstgeschwindigkeit, vmax | gebaute Stückzahl |
| ------------------- | ----------- | ------- | --------------- | --------------- | -------------------------- | --------------------------- | ----------------- |
| DB7                 | R6-Motor    | 3,2 l   | 250 kW (340 PS) | 491 Nm          | 6,0 s                      | 250 km/h                    | 2449              |
| DB7 Volante         | R6-Motor    | 3,2 l   | 250 kW (340 PS) | 491 Nm          | 6,0 s                      | 250 km/h                    | 2449              |
| DB7 Vantage         | V12-Motor   | 5,9 l   | 313 kW (426 PS) | 542 Nm          | 5,1 s                      | 265 km/h                    | 3682              |
| DB7 Vantage Volante | V12-Motor   | 5,9 l   | 313 kW (426 PS) | 542 Nm          | 5,1 s                      | 265 km/h                    | 3682              |
| DB7 GT              | V12-Motor   | 5,9 l   | 324 kW (441 PS) | 556 Nm          | 5,0 s                      | 298 km/h                    | 302               |
| DB7 GTA             | V12-Motor   | 5,9 l   | 313 kW (426 PS) | 542 Nm          | 5,0 s                      | 298 km/h                    | 302               |
| DB7 Zagato          | V12-Motor   | 5,9 l   | 324 kW (441 PS) | 556 Nm          | < 5,0 s                    |                             | 99                |
| DB AR1              | V12-Motor   | 5,9 l   | 313 kW (426 PS) | 556 Nm          | ca. 5,1 s                  |                             | 100               |
| DB AR1              | V12-Motor   | 5,9 l   | 324 kW (441 PS) | 542 Nm          | ca. 5,0 s                  |                             | 100               |